# Sinello
A Sinello egy olaszországi folyó, mely az Abruzzókban ered a Monte Castel Fraiano (1412 m) lejtőin. Átszeli Chieti megyét majd Casalbordino mellett az Adriai-tengerbe ömlik. Mellékfolyói az Altosa és a Maltempo.